# Шахурунува
Шахурунува (*д/н — бл. 1270 до н. е.) — цар міста-держави Каркемиш у 1312—1270 роках до н. е.

## Життєпис
Походив з Хетської династії. Син царя Піясілі. Близько 1312 року до н. е. після смерті або повалення брата — царя …-Шарруми посів трон Каркемишу, що затвердив великий цар хетів Мурсілі II.
Перші роки панування забезпечував захист від Ассирії північносирійських володінь Хетської держави. Втім 1307 року до н. е. не підтримав похід Шаттуари I, царя Мітанні, проти Ассирії, внаслідок чого той зазнав поразки й став ассирійським васалом.
З 1290 року до н. е. мусив брати участь у бойових діях проти фараона Сеті I. Ймовірно, був учасником Першої битви при Кадеші 1288 року до н. е. Точно відомо про участь Шахурунуви у Другій битві при Кадеші 1275 року до н. е.
Помер Шахурунува близько 1270 року до н. е. Йому спадкував син Іні-Тешуб I.